# Anniversary Party
Anniversary Party è un film indipendente a basso costo del 2001, scritto, diretto ed interpretato da Jennifer Jason Leigh e Alan Cumming, presentato nella sezione Un Certain Regard al 54º Festival di Cannes.